# مونلوسون
مونلوسون أو مُنْتُ لِشُون (بالفرنسية: Montluçon)‏ هي أكبر مدينة في اقليم أليي في منطقة أوفرن في فرنسا. المدينة هي مقاطعة فرعية لمقاطعة مونلوسون المكونة من 12 كانتون.

## الجغرافيا

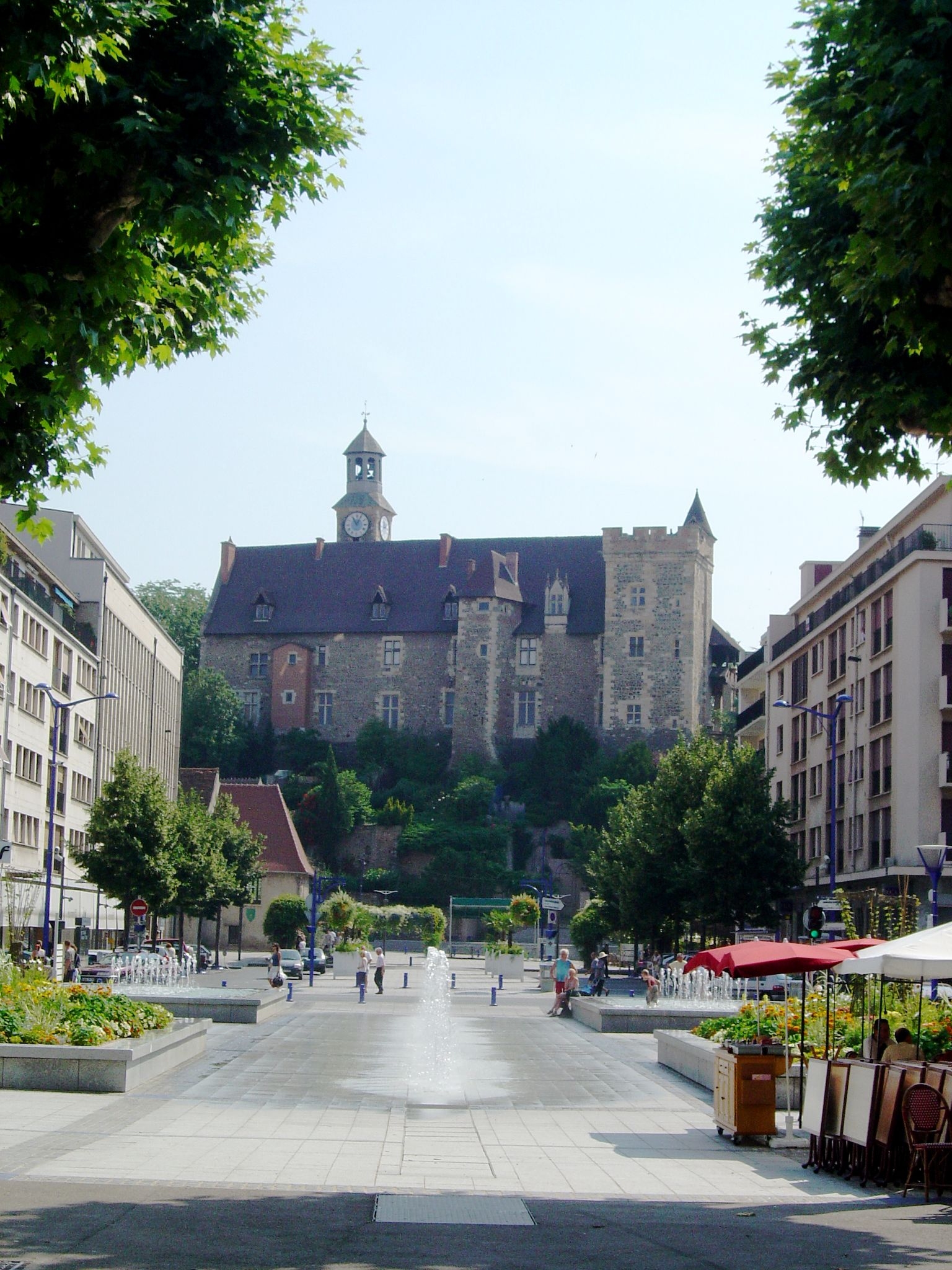
قلعة دوقية بوربون

تقع مدينة مونلوسون في الجزء المركزي لفرنسا، في الشمال الغربي لإقليم أليي. المدينة تقع على تلة في المسار العلوي لنهر شير، في المصب النهائي لقناة بيري.

## التاريخ
مونلوسون كانت سابقا جزء من دوقية بوربون، في عام 1171 تم احتلالها من قبل الإنجليز، وفي عام 1181 احتلها فيليب الثاني أغسطس. في القرن 14 قام لويس دي بوربون باعادة بنا قلعة ومتراس لها.
في عام 1529 مونلوسون والمدن الأخرى لبورغندي أصبحت تحت الحكم الملكي، وقام هنري الرابع ملك فرنسا بتحديث تحصينات المدينة. في عام 1791 أصبحت المدينة مركز إداري، وبعدها وبفضل قناة بيري والسكة الحديدية، أصبحت مركز تجاري. عدد سكان المدينة تضاعف من 5آلاف في عام 1830 إلى 50 ألف في عام 1950.
خلال الحرب العالمية الثانية قام الألمان بمحاصرة منع اطارات دونلوب في مونلوسون وقاموا ببناء مختبر لإنتاج المطاط الصناعي. تعرضت المدينة خلال الحرب لقصف عنيف من اجل تدمير إمكانياتها الصناعية.

## الاقتصاد
مونلوسون تعتبر العاصمة الصناعية لبوربون ويوجد بها العديد من الشركات. الازدهار الصناعي للمدينة بدأ بعد إنشا قناة بيري عام 1841.
بعد الأزمة الاقتصادية في بداية القرن العشرين، هيمنت الصناعة الكيميائية، الكهربائية وصناعة الاثاث على المدينة.

## معالم المدينة
- المدينة القديمة
- كنيسة القديس بيتر الرومانية
- قلعة دوقية بوربون
- متحف الموسيقى والمقاومة الفرنسية

## المواصلات
يوجد في مونلوسون مطار صغير يقوم بتسيير رحلات إلى باريس، اما الرحلات الدولية فتتم عن طريق مطار كليرمون فيران أوفرن. يوجد محطة سكة حديد في المدينة أيضا.

## اعلام من مونلوسون

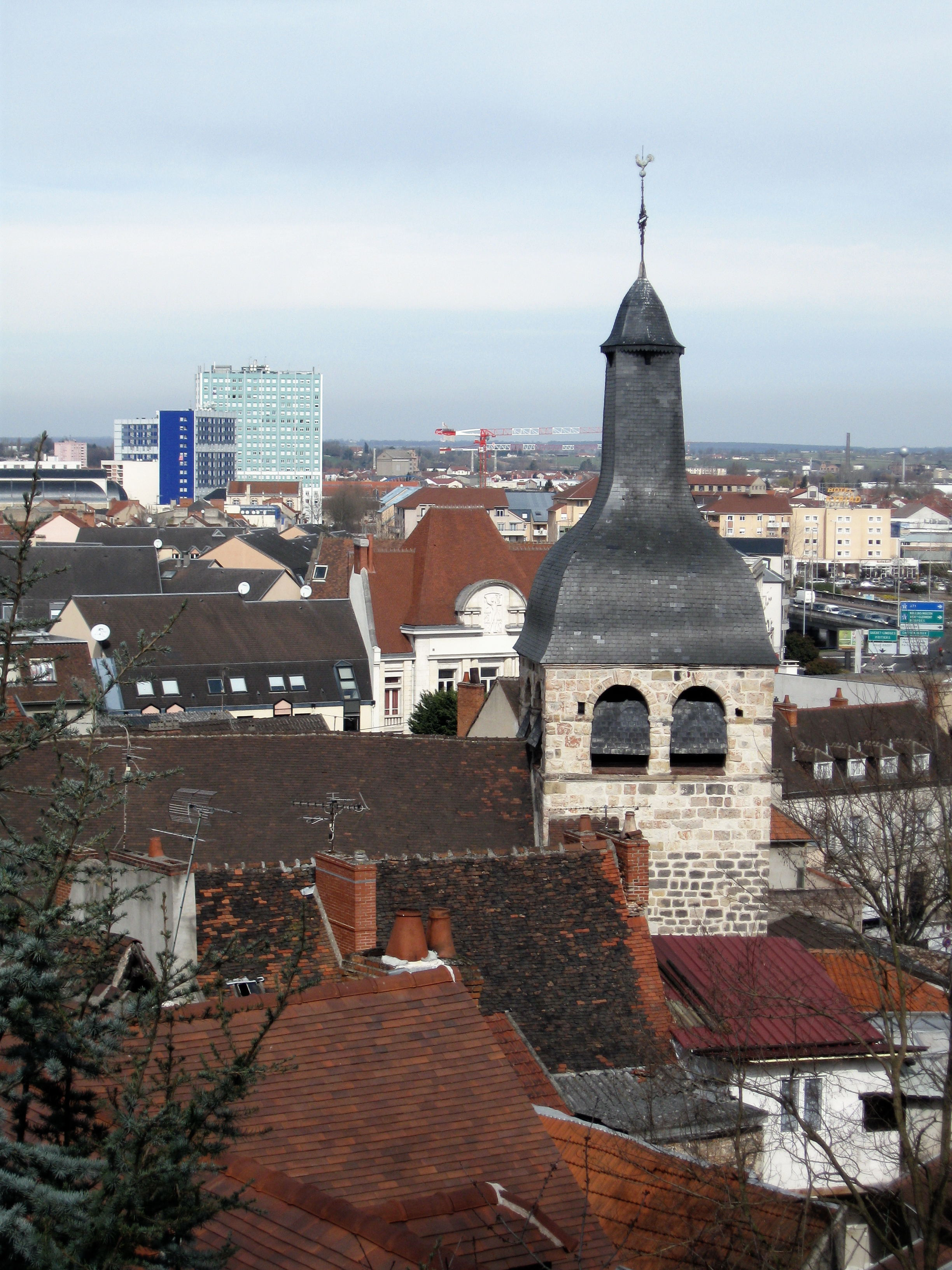
كنيسة القديس بيتر

- أودري تاتو
- روبرت سوتينس
- اندريه شارلزكنيسة القديس بيتر

## مدينة توأم
- هاغن، ألمانيا
- أنتسيرابي، مدغشقر
- ليشنو، بولندا